# Odontosoria wrightiana
Odontosoria wrightiana är en ormbunkeart som beskrevs av William Ralph Maxon. Odontosoria wrightiana ingår i släktet Odontosoria och familjen Lindsaeaceae. Inga underarter finns listade.